# Leucopternis
Genre
Leucopternis est un genre d'oiseaux de la famille des Accipitridae.

## Taxinomie
L'étude phylogénétique des Accipitridae de Raposo do Amaral et al. (2009) portant sur l'analyse génétique de neuf gènes, mitochondriaux et nucléaires, de 105 spécimens (54 espèces) marquent un tournant dans la compréhension des relations de parentés dans ce groupe,. Cela entraîne un bouleversement dans la taxinomie du groupe, qui est répercutée dans la version 3.3 (2013) de la classification de référence du Congrès ornithologique international.
Sept espèces sont en conséquence redistribuées dans d'autres genres : L. lacernulatus et L. schistaceus vers Buteogallus ; L. plumbeus vers Cryptoleucopteryx ; L. princeps vers Morphnarchus ; et L. albicollis, L. polionotus et L. occidentalis vers Pseudastur.

### Liste d'espèces
D'après la classification de référence (version 14.1, 2024) de l'Union internationale des ornithologues, il y a 3 espèces du genre Leucopternis (ordre philogénique) :
- Leucopternis semiplumbeus Lawrence, 1861 – Buse semiplombée ;
- Leucopternis melanops (Latham, 1790) – Buse à face noire ;
- Leucopternis kuhli Bonaparte, 1850 – Buse à sourcils blancs.